# Monomma sicardi
Monomma sicardi es una especie de coleóptero de la familia Monommatidae.

## Distribución geográfica
Habita en Madagascar.
Ahora bien, cuando un malgache ve aparecer a un escarabajo es poco probable que se preocupe en snobismos tales como tratar de dilucidar si se encuentra ante un Staphylinidae o un Monomma sicardi, por lo que lo pisa irremediablemente.